# Harvey Fierstein

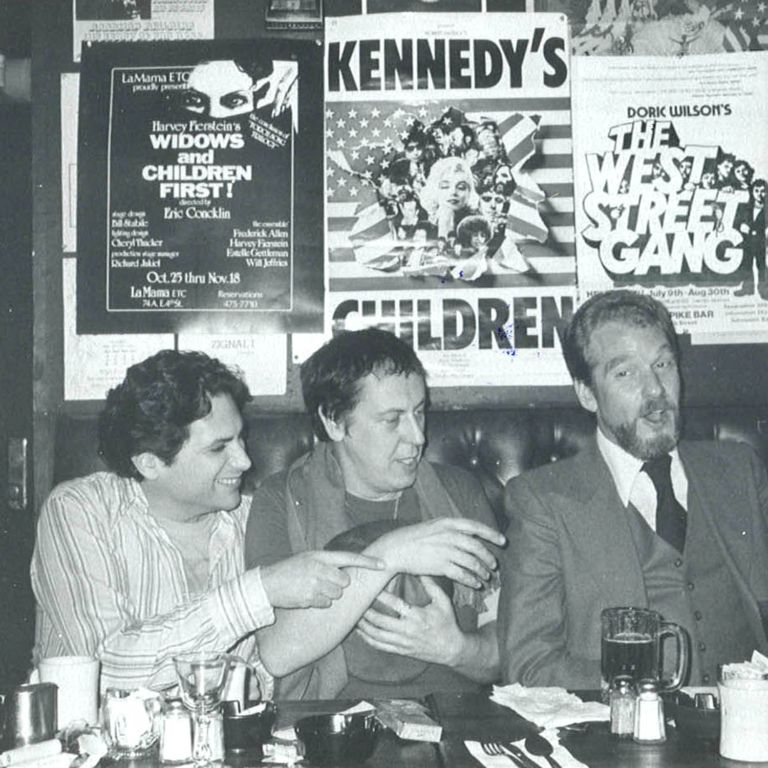
Harvey Fierstein, Robert Patrick a Doric Wilson v roce 1981.

Harvey Forbes Fierstein (* 6. června 1954) je americký herec a dramatik, který získal ocenění Tony za režii a herecký výkon v jeho divadelní hře Torch Song Trilogy, která je o tematice drag queens. Na motivy hry byl natočen i stejnojmenný film Torch Song Trilogy.

## Biografie
Fierstein se narodil v Brooklynu, New Yorku do Židovské rodiny s židovským vyznáním, k Jacqueline Harriet-ové (née Gilbert) a Irving-a Fiersteinových. Jacqueline se živila jako školní knihovnice a Irving byl výrobce kapesníků. Fierstein je nyní ateista, který se příležitostně modlí.
Jedním časem se živil též jako stand-up komik. V současnosti pobývá v Ridgefieldu, Connecticut.

## Vybraná filmografie
- 2003: Baba na zabití (Duplex) jako Kenneth
- 2002: Smoochy (Death to Smoochy) jako Merv Green
- 2000: V roli Mony Lisy (Playing Mona Lisa) jako Bennett
- 1999: The Sissy Duckling jako Elmer (hlas)
- 1999: Krutá daň (Double Platinum) jako Gary Millstein
- 1997: Kull dobyvatel (Kull the Conqueror) jako Juba
- 1996: Elmo Saves Christmas jako králík Ernest
- 1996: Den nezávislosti (Independence Day) jako Marty Gilbert
- 1995: 4% filmová tajemství (The Celluloid Closet) - cameo
- 1995: Dr. Jekyll a slečna Hyde (Dr. Jekyll and Ms. Hyde) jako Yves DuBois
- 1994: Daddy's Girls jako Dennis Sinclair
- 1993: Mrs. Doubtfire - táta v sukni (Mrs. Doubtfire) jako Frank Hillard
- 1993: The Harvest - Sklizeň (The Harvest) jako Bob Lakin
- 1988: Mučivá láska (Torch Song Trilogy) jako Arnold Beckoff
- 1986: Apology jako bezejmenná postava
- 1984: The Times of Harvey Milk jako vypravěč
- 1984: Garbo mluví (Garbo Talks) jako Bernie Whitlock